# Leptochilus replenus
Leptochilus replenus är en stekelart som beskrevs av Giordani Soika 1974. Leptochilus replenus ingår i släktet Leptochilus och familjen Eumenidae. Inga underarter finns listade i Catalogue of Life.